# 多武峯少将物語
- 多武峯少将物語
- 多武峰少将物語

『多武峯少将物語』（とうのみねしょうしょうものがたり）は、物語。1巻。高光日記とも。作者不詳。応和～康保年間成立か。右少将藤原高光が961年（応和元年）8月多武峯に移り、草庵をむすぶまでを、藤原高光と妻（少将敦敏の女）、妹（愛宮）らとのあいだでかわされた和歌を中心に叙する。